# FZD6
Uvojiti-6 je protein koji je kod ljudi kodiran FZD6 genom.
Članovi familije „uvojitih“ proteina su 7-transmembranski receptori za Wnt signalne proteine. FZD6 protein sadrži signalni peptid, cisteinom bogati domen u -terminalnom ekstracelularnom regionu i 7 transmembranski domen. Za razliku od mnogih drugih članova FZD familije, FDZ6 ne sadrži C-terminalni PDZ vezujući motif. Postoje indikacije da je FZD6 protein receptor za WNT4 ligand.

## Interakcije
formira interakcije sa SFRP1.

## Literatura
- Wang Y; Macke JP; Abella BS (1996). „A large family of putative transmembrane receptors homologous to the product of the Drosophila tissue polarity gene frizzled.”. J. Biol. Chem. 271 (8): 4468—76. PMID 8626800. doi:10.1074/jbc.271.8.4468.
- Finch PW; He X; Kelley MJ (1997). „Purification and molecular cloning of a secreted, Frizzled-related antagonist of Wnt action.”. Proc. Natl. Acad. Sci. U.S.A. 94 (13): 6770—5. PMC 21233 . PMID 9192640. doi:10.1073/pnas.94.13.6770.
- Bafico A; Gazit A; Pramila T (1999). „Interaction of frizzled related protein (FRP) with WNT ligands and the frizzled receptor suggests alternative mechanisms for FRP inhibition of Wnt signaling.”. J. Biol. Chem. 274 (23): 16180—7. PMID 10347172. doi:10.1074/jbc.274.23.16180.
- Strausberg RL; Feingold EA; Grouse LH (2003). „Generation and initial analysis of more than 15,000 full-length human and mouse cDNA sequences.”. Proc. Natl. Acad. Sci. U.S.A. 99 (26): 16899—903. PMC 139241 . PMID 12477932. doi:10.1073/pnas.242603899.
- Omoto S; Hayashi T; Kitahara K (2004). „Autosomal dominant familial exudative vitreoretinopathy in two Japanese families with FZD4 mutations (H69Y and C181R).”. Ophthalmic Genet. 25 (2): 81—90. PMID 15370539. doi:10.1080/13816810490514270.
- Gerhard DS; Wagner L; Feingold EA (2004). „The status, quality, and expansion of the NIH full-length cDNA project: the Mammalian Gene Collection (MGC).”. Genome Res. 14 (10B): 2121—7. PMC 528928 . PMID 15489334. doi:10.1101/gr.2596504.
- Kimura K; Wakamatsu A; Suzuki Y (2006). „Diversification of transcriptional modulation: large-scale identification and characterization of putative alternative promoters of human genes.”. Genome Res. 16 (1): 55—65. PMC 1356129 . PMID 16344560. doi:10.1101/gr.4039406.
- Sirchia R, Luparello C (2007). „Mid-region parathyroid hormone-related protein (PTHrP) and gene expression of MDA-MB231 breast cancer cells.”. Biol. Chem. 388 (5): 457—65. PMID 17516841. doi:10.1515/BC.2007.059.

## Spoljašnje veze
- „Frizzled Receptors: FZD6”. IUPHAR Database of Receptors and Ion Channels. International Union of Basic and Clinical Pharmacology. Архивирано из оригинала 24. 01. 2016. г.